# Utopismo tecnológico

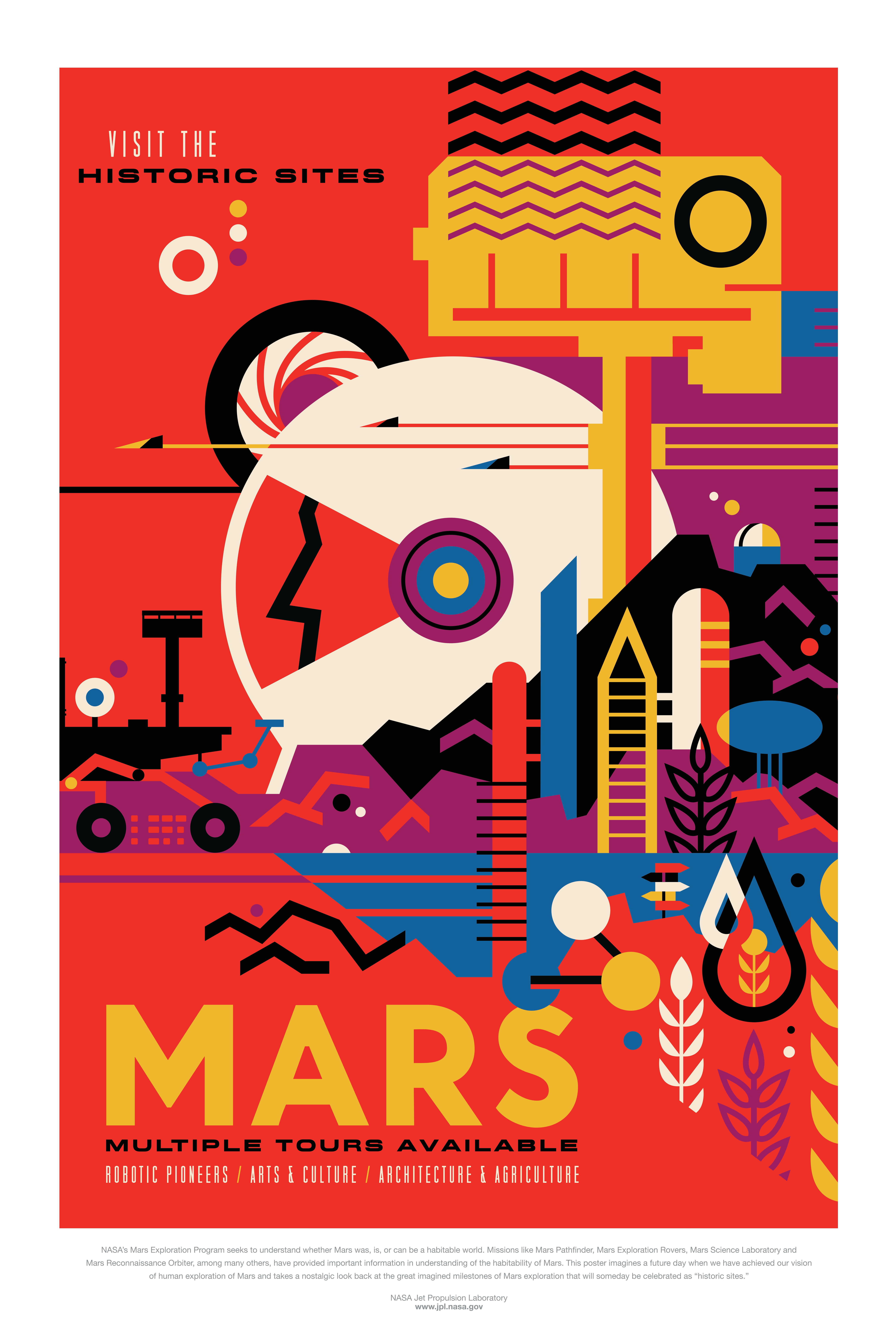
Cartaz da NASA sobre uma fictícia viagem a Marte. Avanços tecnológicos em viagens espaciais são frequentemente temas em utopias.

O utopismo tecnológico (também chamado de tecno-utopismo) ou utopia tecnológica é uma ideologia baseada na premissa de que avanços na ciência e na tecnologia podem e devem conduzir a uma utopia, ou pelo menos contribuir para a realização de ideais utópicos.
Uma tecno-utopia é, portanto, uma sociedade ideal em que leis, governo e condições sociais operam exclusivamente para o benefício e bem-estar de todos os cidadãos, situada em um futuro próximo ou distante, onde a ciência e a tecnologia avançadas permitem a existência de padrões de vida ideais. Exemplos incluem a pós-escassez, transformações na natureza humana, a prevenção ou eliminação do sofrimento e até mesmo o fim da morte.
O utopianismo tecnológico frequentemente se conecta a outros discursos que apresentam as tecnologias como agentes de mudança social e cultural, como o determinismo tecnológico ou os imaginários midiáticos.
Uma tecno-utopia não ignora os problemas que a tecnologia pode causar, mas acredita firmemente que a tecnologia permite à humanidade realizar avanços sociais, econômicos, políticos e culturais. De modo geral, o utopianismo tecnológico vê os impactos da tecnologia como extremamente positivos.
No final do século XX e início do XXI, várias ideologias e movimentos, como a contracultura ciberdélica [en], a Ideologia Californiana, o  ciberutopismo, o transumanismo, e o  singularitarismo, surgiram promovendo formas de tecno-utopia como metas alcançáveis. O movimento conhecido como  aceleracionismo efetivo (e/acc) defende até mesmo o "progresso a qualquer custo". O crítico cultural Imre Szeman [en] argumenta que o utopianismo tecnológico é uma narrativa social irracional, pois não há evidências que o sustentem. Ele conclui que isso demonstra o quanto as sociedades modernas depositam fé em narrativas de progresso e tecnologia para superar desafios, apesar de todas as evidências em contrário.

## História

### Do século XIX ao início do século XX
Karl Marx acreditava que a ciência e a democracia eram as mãos direita e esquerda do que ele chamava de transição do reino da necessidade para o reino da liberdade. Ele argumentava que os avanços científicos ajudavam a deslegitimar o governo de reis e o poder da Igreja Cristã.
No século XIX, liberais, socialistas e republicanos frequentemente adotavam o utopianismo tecnológico. Radicalistas como Joseph Priestley promoviam investigações científicas enquanto defendiam a democracia. Robert Owen, Charles Fourier e Henri de Saint-Simon no início do século XIX inspiraram comunitaristas com suas visões de uma futura evolução científica e tecnológica [en] da humanidade baseada na razão. Radicais apropriaram-se da evolução darwiniana para validar a ideia de progresso social. O socialismo utópico de Edward Bellamy em Olhando para Trás [en] inspirou centenas de clubes socialistas no final do século XIX nos Estados Unidos e um partido político nacional, sendo tão tecnológico quanto a imaginação de Bellamy permitia. Para Bellamy e os Socialistas Fabianistas, o socialismo seria uma consequência natural do desenvolvimento industrial.
Marx e Engels previam maior conflito e dor no processo, mas concordavam sobre o fim inevitável. Marxistas argumentavam que o avanço da tecnologia criava as bases não apenas para uma nova sociedade com diferentes relações de propriedade, mas também para o surgimento de novos seres humanos reconectados à natureza e a si mesmos. Na agenda dos proletários empoderados estava "aumentar as forças produtivas totais o mais rápido possível". A esquerda do século XIX e início do século XX, de social-democratas a comunistas, focava na industrialização, no desenvolvimento econômico e na promoção da razão, da ciência e da ideia de progresso.
De acordo com o historiador Asif Siddiqi, o utopianismo tecnológico era um "mantra milenarista" na União Soviética desde sua fundação. Os Bolcheviques imaginavam "um mundo de fábricas magníficas e agricultura mecanizada que produzia todas as necessidades da sociedade", uma nova era socialista de máquinas. Siddiqi escreve que "essa obsessão pelo poder da ciência e da tecnologia para remodelar a sociedade era parcialmente enraizada no marxismo rudimentar, mas em grande parte derivava da própria visão dos bolcheviques de transformar a Rússia em um estado moderno, capaz de competir com as principais nações capitalistas na construção de um novo caminho para o futuro." A partir da década de 1930, o utopianismo tecnológico soviético abraçou uma visão populista dos feitos tecnológicos, que Siddiqi resume como "tecnologia para as massas". A ficção científica soviética focava intensamente em tecnologias futuras, frequentemente retratando uma convergência entre utopia tecnológica e utopia socialista.
O sovietólogo Paul Josephson argumentou que a maioria das vertentes do utopianismo tecnológico soviético considerava a tecnologia apolítica, "servindo ao lucro e ao industrialista no capitalismo, mas beneficiando toda a humanidade no socialismo". Para evitar a dependência tecnológica de estados capitalistas, a União Soviética e outros governos socialistas influenciados por suas narrativas buscavam criar inovações tecnológicas domésticas, apoiadas por comunidades de engenharia autárquicas e cadeias de suprimento.
Alguns utopistas tecnológicos promoviam a eugenia. Com base em estudos de famílias como os  Jukes e Kallikaks [en], que sugeriam que traços como criminalidade e alcoolismo eram hereditários, muitos defendiam a esterilização de indivíduos com características negativas. Programas de esterilização forçada foram implementados em vários estados dos Estados Unidos.
H. G. Wells em obras como The Shape of Things to Come promoveu o utopianismo tecnológico.
Para muitos filósofos, os horrores da Segunda Guerra Mundial e do Holocausto, como destacado por Theodor Adorno, pareceram destruir o ideal de Condorcet e outros pensadores do Iluminismo, que comumente equiparavam o progresso científico ao progresso social.

### Do final do século XX ao início do XXI
| “                                    | O Golias do totalitarismo será derrubado pelo Davi do microchip. | ” |
| — Ronald Reagan, 14 de junho de 1989 |                                                                  |   |

Um movimento de utopianismo tecnológico floresceu novamente na cultura das empresas ponto-com dos anos 1990, especialmente na Costa Oeste dos Estados Unidos, centrado em torno do Vale do Silício. A Ideologia Californiana era um conjunto de crenças que combinava atitudes boêmias e antiautoritárias da contracultura dos anos 1960 com o utopianismo tecnológico e o apoio a políticas econômicas libertárias. Essa ideologia foi refletida, reportada e até promovida ativamente nas páginas da revista Wired, fundada em San Francisco em 1993, que por muitos anos serviu como a "bíblia" de seus adeptos.
Essa forma de utopianismo tecnológico refletia a crença de que a mudança tecnológica revolucionaria os assuntos humanos, e que a tecnologia digital, em particular – da qual a Internet era apenas um prenúncio modesto – aumentaria a liberdade pessoal ao libertar o indivíduo do rígido controle do governo burocrático. "Trabalhadores do conhecimento autoempoderados" tornariam as hierarquias tradicionais obsoletas; as comunicações digitais permitiriam escapar da cidade moderna, um "resquício obsoleto da era industrial".
Formas semelhantes de "utopianismo digital" frequentemente aparecem em mensagens políticas de partidos e movimentos sociais que apontam a Web ou, de forma mais ampla, as novas mídias como prenúncios de mudanças políticas e sociais. Seus defensores alegam que ela transcende as distinções convencionais de direita/esquerda na política, tornando-a obsoleta. No entanto, o utopianismo tecnológico ocidental atraiu desproporcionalmente adeptos do espectro político libertário de direita. Esses utopistas tecnológicos frequentemente apresentam hostilidade à regulamentação governamental e uma crença na superioridade do sistema de livre mercado. Figuras proeminentes do utopianismo tecnológico incluíam George Gilder [en] e Kevin Kelly [en], editor da Wired, que também publicou diversos livros.
Durante o auge das empresas ponto-com no final dos anos 1990, quando a bolha especulativa levou a alegações de que uma era de "prosperidade permanente" havia chegado, o utopianismo tecnológico floresceu, especialmente entre a pequena porcentagem da população que trabalhava em startups de Internet ou possuía grandes quantidades de ações de tecnologia. Com a subsequente quebra, muitos desses utopistas tecnológicos tiveram que moderar suas crenças diante do retorno da realidade econômica tradicional.
De acordo com The Economist, a Wikipédia "tem suas raízes no tecno-otimismo que caracterizou a Internet no final do século XX. Ela sustentava que pessoas comuns poderiam usar seus computadores como ferramentas para libertação, educação e iluminação."
No final dos anos 1990 e especialmente durante a primeira década do século XXI, o tecnorrealismo e o tecnoprogressivismo surgiram como posturas críticas entre os defensores da mudança tecnológica, oferecendo alternativas ao utopianismo tecnológico. No entanto, o utopianismo tecnológico persiste no século XXI devido a novos desenvolvimentos tecnológicos e seu impacto na sociedade. Por exemplo, jornalistas técnicos e comentaristas sociais, como Mark Pesce [en], interpretaram o fenômeno WikiLeaks e o vazamento de telegramas diplomáticos dos EUA em dezembro de 2010 como um precursor ou incentivo para a criação de uma sociedade transparente tecno-utópica. O  ciberutopismo, termo cunhado por Evgeny Morozov, é outra manifestação disso, especialmente em relação à Internet e às redes sociais.
Nick Bostrom argumenta que o surgimento da superinteligência de máquina apresenta tanto riscos existenciais quanto um potencial extremo para melhorar o futuro, que poderia se concretizar rapidamente em um evento de explosão da inteligência. Em Deep Utopia: Life and Meaning in a Solved World, ele explora cenários ideais onde a civilização humana atinge a maturidade tecnológica e resolve diversos problemas de coordenação. Ele lista tecnologias teoricamente viáveis, como  aprimoramento cognitivo, reversão do envelhecimento, naves espaciais autorreplicantes, entradas sensoriais arbitrárias (paladar, som...) ou o controle preciso de motivação, humor, bem-estar e personalidade.
Na Coreia do Norte, o utopianismo tecnológico permanece um dos temas centrais da ideologia estatal Juche. A busca por tecnologias estratégicas avançadas é promovida como parte integrante do desenvolvimento econômico autárquico. O utopianismo tecnológico norte-coreano baseia-se em três narrativas: a rejeição da sociedade e cultura de consumo, uma ênfase na indústria pesada e a crença na capacidade das massas de trabalhadores de realizar grandes feitos tecnológicos sob o Partido dos Trabalhadores da Coreia. Na prática, isso resultou na utilização da maioria dos recursos tecnológicos do país para projetos de infraestrutura e militares de grande escala, muitos dos quais têm importância principalmente simbólica. Inovações domésticas nas ciências nuclear e espacial continuam desempenhando um papel central nas narrativas de propaganda do estado, que buscam retratar a Coreia do Norte como uma potência regional moderna.

## Princípios
Bernard Gendron, professor de filosofia na Universidade de Wisconsin–Milwaukee, define quatro princípios dos utopistas tecnológicos modernos do final do século XX e início do XXI:
1. Estamos atualmente passando por uma revolução (pós-industrial) na tecnologia;
2. Na era pós-industrial, o crescimento tecnológico será sustentado (pelo menos);
3. Na era pós-industrial, o crescimento tecnológico levará ao fim da escassez econômica;
4. A eliminação da escassez econômica levará à eliminação de todos os grandes maus sociais.

Rushkoff apresenta várias afirmações que cercam os princípios básicos do utopianismo tecnológico:
1. A tecnologia reflete e incentiva os melhores aspectos da natureza humana, promovendo "comunicação, colaboração, compartilhamento, ajuda e comunidade".[27]
2. A tecnologia melhora a comunicação interpessoal, relacionamentos e comunidades. Os primeiros usuários da Internet compartilhavam seu conhecimento da rede com outros ao seu redor.
3. A tecnologia democratiza a sociedade. A expansão do acesso ao conhecimento e habilidades levou à conexão de pessoas e informações. O alargamento da liberdade de expressão criou "o mundo online... no qual somos permitidos a expressar nossas próprias opiniões".[28] A redução das desigualdades de poder e riqueza significou que todos têm status igual na Internet e podem fazer tanto quanto qualquer outra pessoa.
4. A tecnologia progride inevitavelmente. A interatividade proporcionada por invenções como o controle remoto de TV, o controle de videogame, o mouse de computador e o teclado de computador permitiu muito mais progresso.
5. Os impactos imprevistos da tecnologia são positivos. À medida que mais pessoas descobriram a Internet, elas aproveitaram a conexão com milhões de pessoas, transformando-a em uma revolução social. O governo a liberou para o público, e seu "efeito colateral social... [tornou-se] sua principal característica".[27]
6. A tecnologia aumenta a eficiência e a escolha do consumidor. A criação do controle remoto de TV, do joystick de videogame e do mouse de computador liberou essas tecnologias e permitiu que os usuários as manipulassem e controlassem, oferecendo-lhes mais escolhas.
7. Novas tecnologias podem resolver problemas criados por tecnologias antigas. Redes sociais e blogs surgiram do colapso das tentativas de empresas da bolha ponto-com de executar esquemas de pirâmide com usuários.

## Críticas
Críticos afirmam que a identificação do progresso social com o progresso científico pelo utopianismo tecnológico é uma forma de positivismo e cientificismo. Críticos do utopianismo tecnológico libertário moderno apontam que ele tende a focar na "interferência governamental", enquanto desconsidera os efeitos positivos da regulamentação de negócios. Eles também destacam que ele tem pouco a dizer sobre o impacto ambiental da tecnologia e que suas ideias têm pouca relevância para grande parte do mundo que ainda é relativamente pobre (ver divisão digital global [en]).
Em seu estudo de 2010, System Failure: Oil, Futurity, and the Anticipation of Disaster, o titular da Cátedra de Pesquisa do Canadá em estudos culturais Imre Szeman [en] argumenta que o utopianismo tecnológico é uma das narrativas sociais que impedem as pessoas de agirem com base no conhecimento que possuem sobre os efeitos do petróleo no meio ambiente.
Outra preocupação é a dependência excessiva que a sociedade pode depositar em suas tecnologias em cenários tecno-utópicos. Por exemplo, em um artigo controverso de 2011, "Techno-Utopians Are Mugged by Reality", L. Gordon Crovitz, do The Wall Street Journal, explorou a violação da liberdade de expressão ao propor o fechamento de redes sociais para conter a violência. Após uma onda de saques em cidades britânicas, o ex-primeiro-ministro britânico David Cameron defendeu que o governo deveria ter a capacidade de fechar redes sociais durante ondas de crimes para conter a situação. Uma enquete revelou que usuários do Twitter preferiam manter o serviço aberto para discutir o programa de televisão The X-Factor em vez de fechá-lo temporariamente. Crovitz argumenta que o efeito social negativo da utopia tecnológica é que a sociedade está tão viciada em tecnologia que não pode se separar dela, mesmo para o bem maior. Embora muitos utopistas tecnológicos acreditem que a tecnologia digital é para o bem maior, ele aponta que ela também pode ser usada negativamente para causar danos ao público. Essas críticas são às vezes referidas como uma visão antitecnológica ou uma tecno-distopia.
De acordo com Ronald Adler e Russell Proctor, a comunicação mediada, como chamadas telefônicas, mensagens instantâneas e mensagens de texto, representa passos em direção a um mundo utópico no qual se pode facilmente contatar outra pessoa, independentemente de tempo ou localização. No entanto, a comunicação mediada elimina muitos aspectos úteis na transmissão de mensagens. Como se mantem atualmente, a maioria dos textos, e-mails e mensagens instantâneas oferece menos pistas não verbais sobre os sentimentos do emissor do que encontros presenciais. Isso aumenta a chance de mal-entendidos, tornando a comunicação ineficaz. De fato, a tecnologia mediada pode ser vista de uma perspectiva distópica, pois pode ser prejudicial à comunicação interpessoal eficaz. Essas críticas se aplicam apenas a mensagens propensas a má interpretação, já que nem toda comunicação baseada em texto requer pistas contextuais. As limitações da ausência de tom e linguagem corporal na comunicação baseada em texto poderiam ser potencialmente mitigadas por versões de vídeo e realidade aumentada de tecnologias de comunicação digital.
Em 2019, o filósofo Nick Bostrom introduziu a noção de um "mundo vulnerável", "um em que há algum nível de desenvolvimento tecnológico no qual a civilização quase certamente é devastada por padrão", citando os riscos de uma pandemia causada por um biohacker faça-você-mesmo ou uma corrida armamentista desencadeada pelo desenvolvimento de novas armas. Ele escreve que "a política de tecnologia não deve presumir inquestionavelmente que todo progresso tecnológico é benéfico, ou que a abertura científica completa é sempre a melhor, ou que o mundo tem a capacidade de gerenciar qualquer potencial desvantagem de uma tecnologia após sua invenção."